# Шушица (Брезница Окол)
Шушица (рум. Șușița) насеље је у Румунији у округу Мехединци у општини Брезница Окол. Oпштина се налази на надморској висини од 242 m.

## Становништво
Према подацима из 2002. године у насељу је живело 278 становника, од којих су сви румунске националности.